# Liga Santa (1683)
La Liga Santa fue propuesta por el papa Inocencio XI en 1683 y de ella formaron parte los Habsburgo, la República de Venecia y la Confederación Polaco-Lituana, a la cual se unió el Principado de Moscú en 1686. La alianza fue creada para hacer frente y debilitar al Imperio otomano con la esperanza de detener su avance en Europa. Sus componentes, con sus más significativos comandantes, reyes, jefes de Estado y figuras carismáticas, fueron los siguientes:

## Miembros

### Imperio de los Habsburgo

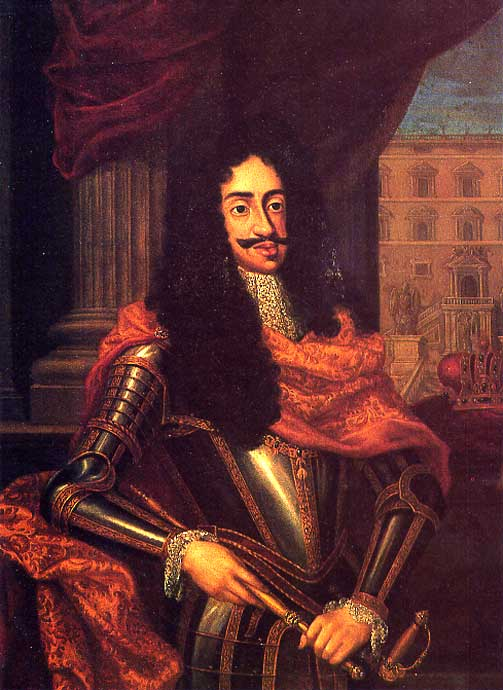
Leopoldo I de Habsburgo, emperador germánico y rey húngaro.

Leopoldo I después del Asedio de Viena utilizó las tropas de la Liga Santa para iniciar el contrataque que culminó en la Batalla de Viena acaecida en septiembre de 1683, dando inicio a las disputas que llevaron a la Paz de Karlowitz. En esta batalla, las tropas de la federación austríaca provenientes de los distintos dominios de los Habsburgo, fueron apoyadas por fuerzas de los Príncipes de Baden y de Sajonia, de los Wittelsbach de Baviera, de los señores de Turingia y de Holstein, y por tropas polacas y húngaras.
Por los acuerdos de Karlowitz, el Imperio otomano admitía la supremacía habsbúrgica en el norte de los Balcanes y renunciaba en su favor a toda Hungría, Transilvania y a Croacia-Eslavonia.
Los comandantes del ejército austríaco fueron:
- Federico Augusto I de Sajonia, mariscal de las tropas alemanas a las órdenes de Leopoldo I hasta que fue elegido rey de Polonia a la muerte de Juan III Sobieski.
- Eugenio de Saboya, comandante de los dragones imperiales a las órdenes del mariscal Federico Augusto I de Sajonia hasta sucederle cuando éste se convirtió en rey de Polonia.

### República de Venecia

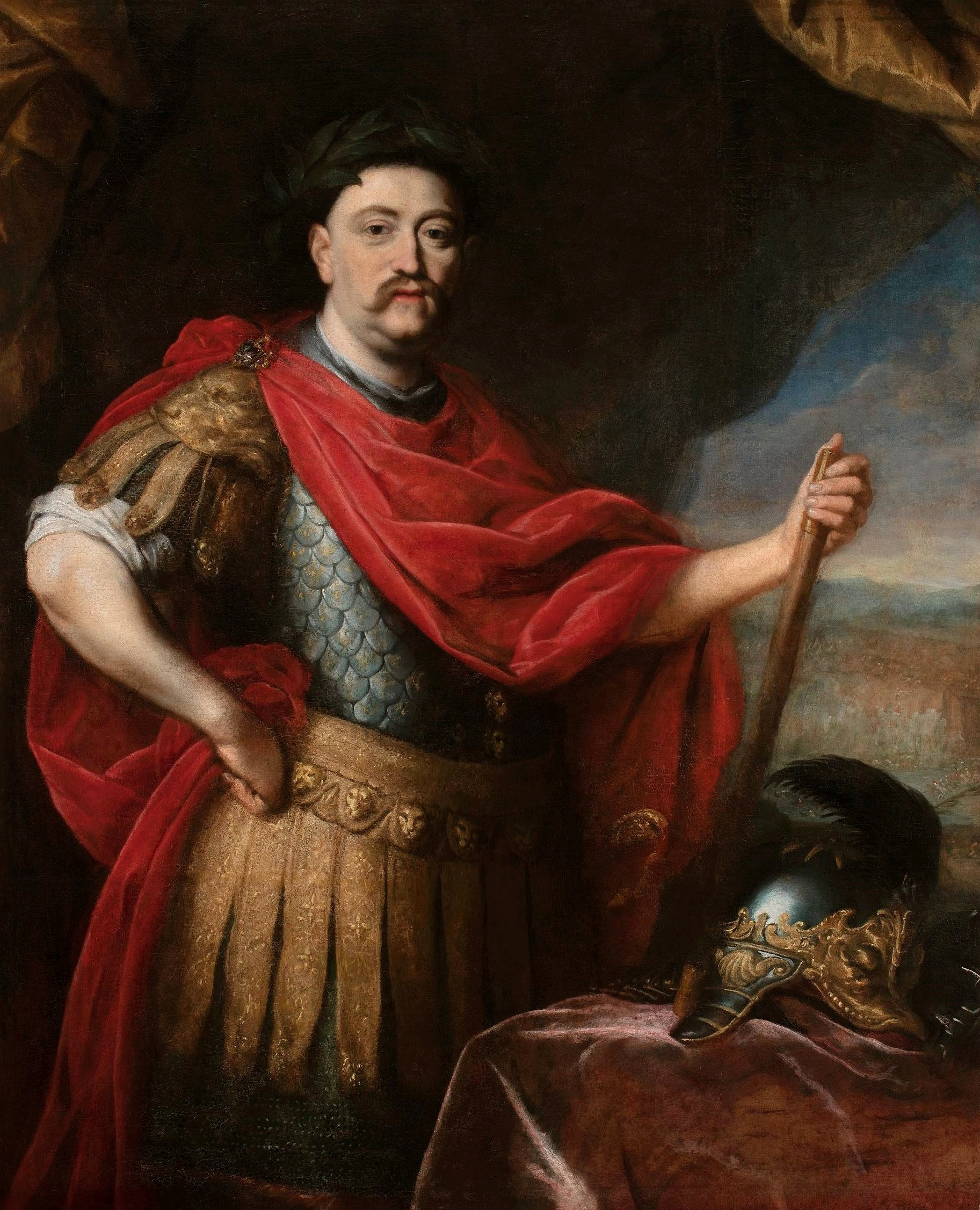
Jan III Sobieski.

Bajo el mando directo del dogo Francesco Morosini, los venecianos obtuvieron grandes victorias sobre los turcos, apoderándose de diversos territorios que posteriormente fueron confirmados por los acuerdos de Karlowitz. Además el Senado reconoció al dogo con el título de Peloponnesiaco por sus méritos militares. Los territorios que pasaron a formar parte de la Serenissima fueron: Morea, Dalmacia, Santa Maura y Egina.

### Mancomunidad Polaco-Lituana
Los polacos, comandados directamente por su rey Juan III Sobieski, salvaron literalmente a Viena del asedio turco y consiguieron abrumadoras victorias sobre los mismos, hasta el punto de que, a pesar de que el rey murió antes de la Paz de Karlowitz, Polonia obtuvo igualmente grandes concesiones territoriales. Estas fueron Podolia y el margen derecho de Ucrania.

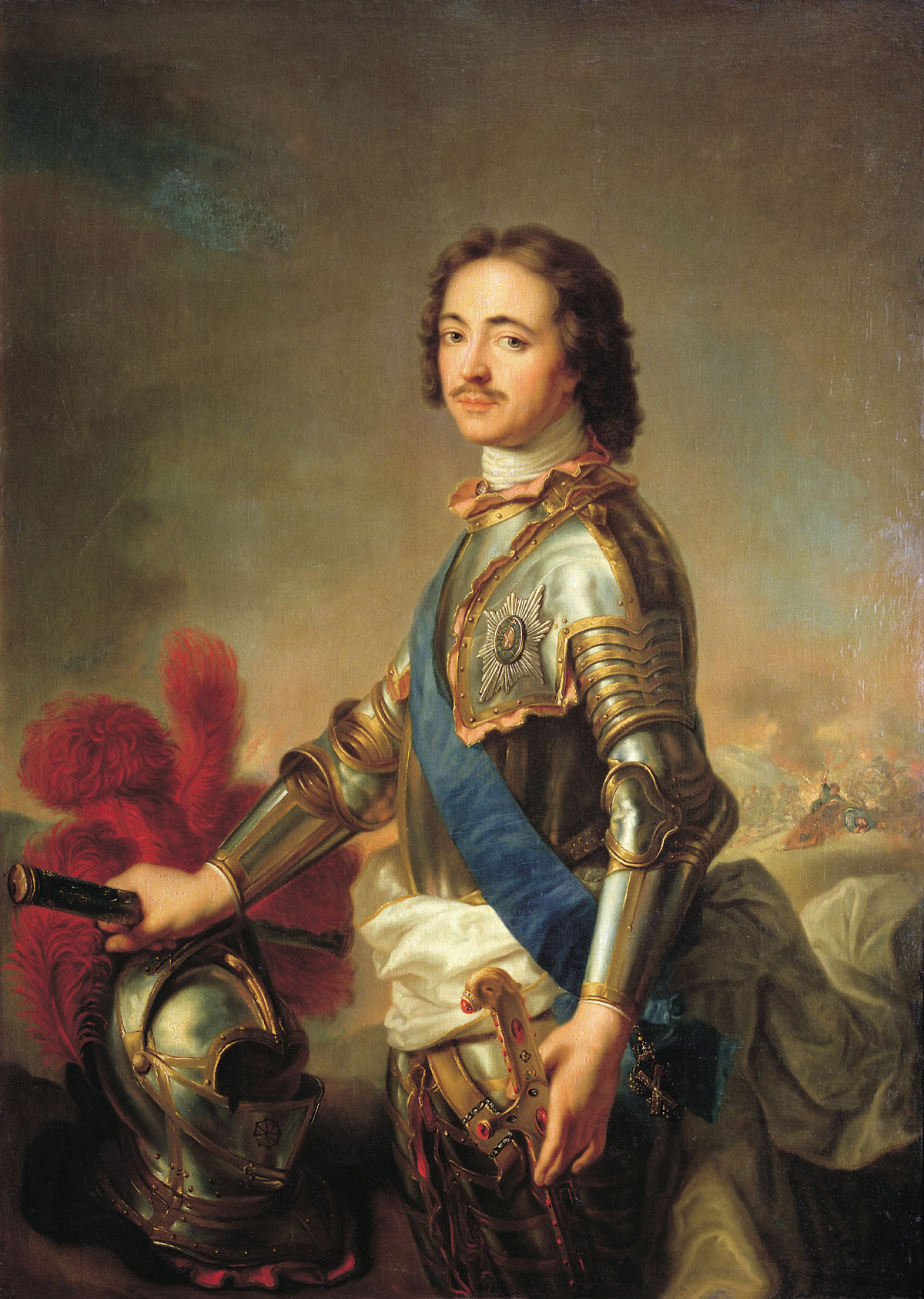
El zar Pedro I de Rusia.

Entre los comandantes de las tropas polacas resalta la figura de Carlos V de Lorena, mariscal de las tropas polacas al mando del rey Jan III Sobieski, que comandaba las tropas directamente en el campo de batalla, como durante la Batalla de Viena cuando dirigió sus tropas a caballo permaneciendo siempre en primera línea.

### Principado de Moscú
Las tropas rusas de Pedro I el Grande entretuvieron a los turcos en Crimea obteniendo también beneficios con la Paz de Karlowitz, a pesar de lo cual el futuro Imperio ruso debió continuar batallando contra los otomanos. Como consecuencia de Karlowitz los rusos recibieron Azov.

## Imperio otomano

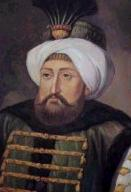
El sultán turco Mehmed IV.

Fueron varios los sultanes que tomaron parte en las batallas, entre los que cabe destacar a Mehmed IV que inició las hostilidades contra los Habsburgo asediando la ciudad de Viena, con su comandante en jefe el gran visir Kara Mustafá, decapitado después en Belgrado una vez que la batalla estaba perdida y que la guerra era una continua retirada. Destaca también la figura del sultán que fue obligado a firmar la paz que, según los historiadores, marca el inicio del declive del Imperio otomano, Mustafa II.
- Datos: Q702316
- Multimedia: Holy League (1684) / Q702316